# 1962年2月8日广场
1962年2月8日广场（Place du 8 Février 1962）是巴黎十一区的一个广场，在沙隆路（Rue de Charonne）和伏尔泰大道的交汇处。
广场的名称是为了纪念1962年2月8日这个日期。这一天，九位“沙隆烈士”在附近的沙隆站入口被杀。杀戮发生在镇压反对秘密军队组织 (OAS)和阿尔及利亚战争的示威期间。历史学家阿兰·德韦佩将这一事件被定性为 "国家支持的屠杀"。
广场由巴黎市长贝特朗·德拉诺埃启用于2007年2月8日，他向地铁站内杀戮发生处的一块纪念牌匾献花。纪念牌匾由巴黎大众运输公司工会赞助。
- 巴黎市长贝特朗·德拉诺埃
- 路牌